# Terugtrekking Joe Biden als presidentskandidaat 2024

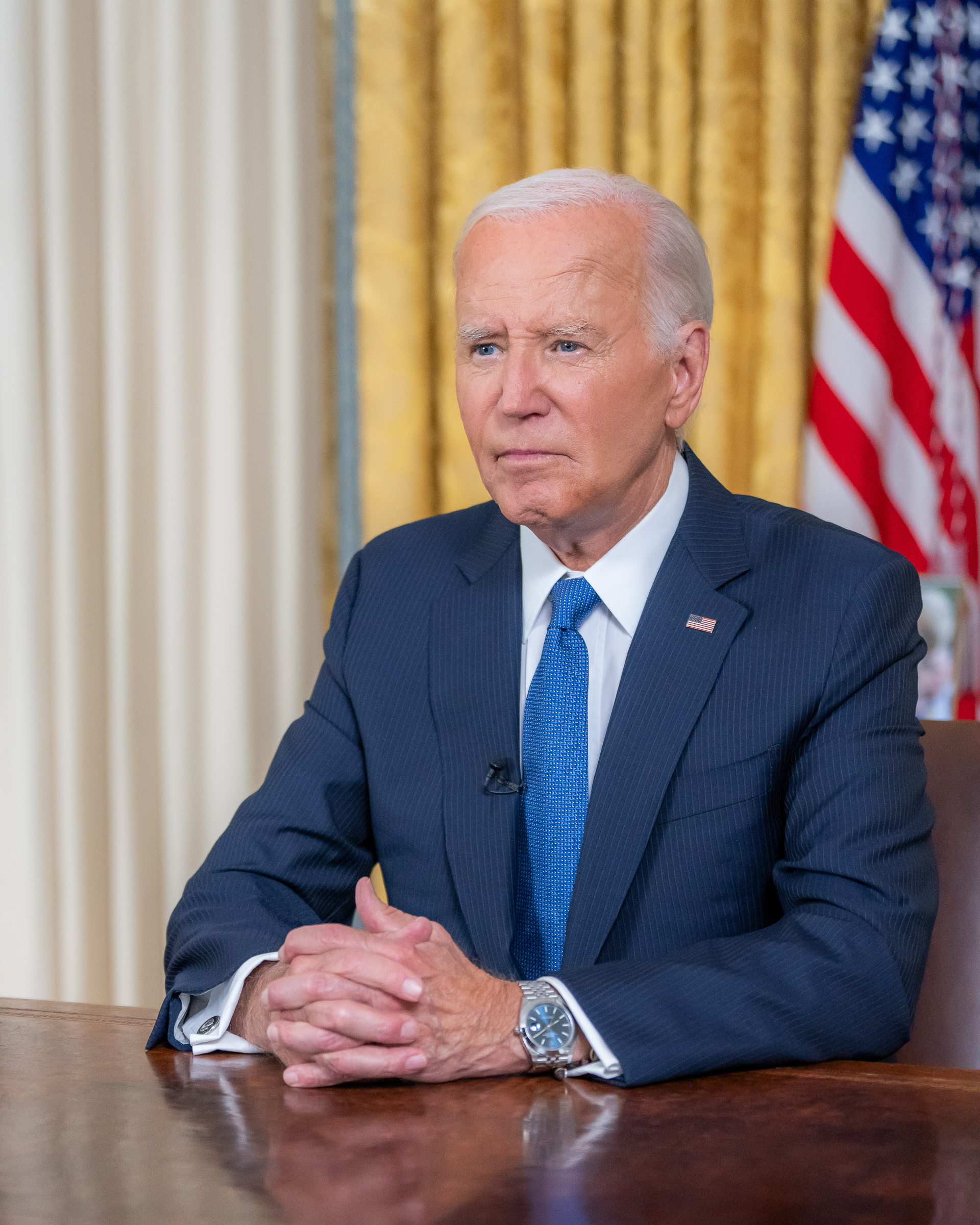
President Joe Biden, 24 juli 2024

Op 21 juli 2024 kondigde Joe Biden, de zittende president van de Verenigde Staten, in een verklaring op sociale media zijn terugtrekking uit de Amerikaanse presidentsverkiezingen van 2024 aan. Hij steunde vicepresident Kamala Harris om hem te vervangen als kandidaat voor de Democratische Partij bij de verkiezingen.

## Gebeurtenissen
Biden had op 25 april 2023 aangekondigd dat hij zich kandidaat zou stellen voor herverkiezing als president bij de verkiezingen van 2024, met Harris opnieuw als zijn running mate. Tijdens Bidens presidentschap kwam er echter al kritiek op de vele versprekingen die hij maakte tijdens publieke optredens. In het verlengde daarvan rezen er zorgen over zijn gezondheid, waardoor er steeds meer aan getwijfeld werd of hij met zijn hoge leeftijd nog wel in staat zou zijn om een tweede ambtstermijn goed te vervullen. 
Deze twijfels kwamen  tot een hoogtepunt naar aanleiding van Bidens zeer zwakke optreden tijdens het presidentiële debat tussen hem en de Republikeinse tegenkandidaat Donald Trump op 27 juni. Bidens optreden werd breed bekritiseerd, waarbij commentatoren constateerden dat hij vaak zijn gedachtegang kwijtraakte en slingerende antwoorden gaf, een wankel uiterlijk had, met schorre stem sprak en er verschillende keren niet in slaagde statistieken te onthouden of z'n mening op samenhangende wijze uit te drukken. Biden kreeg vervolgens te maken met oproepen om zich terug te trekken uit de race, zowel van collega-Democraten als van de redacties van verschillende grote mediakanalen. Ook hielden potentiële sponsoren de hand op de knip. Op 19 juli riepen meer dan dertig prominente Democraten op tot zijn terugtrekking.
Ondanks al deze oproepen tot zijn terugtrekking als kandidaat had Biden er herhaaldelijk op aangedrongen dat hij kandidaat zou blijven. 
Op 21 juli werd een ondertekende brief op zijn X-account geplaatst waarin hij zijn kandidatuur introk, waarin stond dat dit "in het beste belang van mijn partij en het land" was.
Citaat uit de brief:
It has been the greatest honor of my life to serve as your President. And while it has been my intention to seek reelection, I believe it is in the best interest of my party and the country for me to stand down and to focus solely on fulfilling my duties as President for the remainder of my term.
Biden was hiermee de eerste zittende president sinds Lyndon B. Johnson zich in 1968 terugtrok uit de presidentiële race. Verder was Biden de eerste sinds de 19e eeuw die zich terugtrok na één termijn te hebben uitgezeten, en de eerste Amerikaanse president ooit die zich alsnog terugtrok nadat hij de voorverkiezingen al had gewonnen.